# Alex Anderson
Alexander Anderson, Jr. (1920 — Carmel, 22 de outubro de 2010) foi um cartunista norte-americano.
Criador da dupla Alceu e Dentinho (versão original Rocky e Bullwinkle) do desenho "As Aventuras de Rocky e Bullwinkle"..